# تووا، ایواته
تووا، ایواته (به لاتین: Tōwa) یک منطقهٔ مسکونی در ژاپن است که در ناحیه توهوکو واقع شده‌است. تووا ۱۰٬۰۲۷ نفر جمعیت دارد.